# Myxoderma acutibrachia
Myxoderma acutibrachia är en sjöstjärneart som beskrevs av Khwaja Muhammad Sultanul Aziz och Jacques Jangoux 1984. Myxoderma acutibrachia ingår i släktet Myxoderma och familjen Zoroasteridae. Inga underarter finns listade i Catalogue of Life.